# Horst Müller (Philosoph)

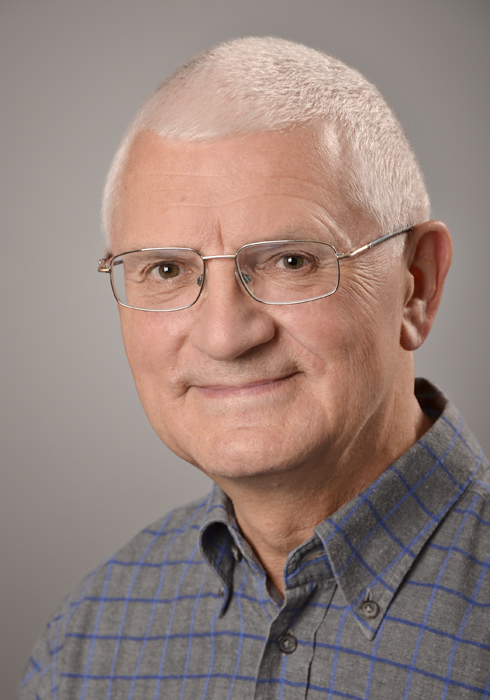
Horst Müller (2012)

Horst Müller (* 19. September 1945 in Neustadt bei Coburg) ist ein deutscher Soziologe, Sozialinformatiker und Sozialphilosoph.

## Leben
Müller studierte in Nürnberg und Erlangen im Hauptfach Soziologie bei Joachim Matthes  und mit den Nebenfächern Politische Wissenschaft sowie Philosophie bei Manfred Riedel. 1982 promovierte er an der Universität Erlangen bei Gotthard Jasper zum Dr. phil. mit der Doktorarbeit „Praxis und Intersubjektivität. Geistesgeschichtliche Untersuchungen in konstitutionstheoretischer Perspektive“. Von 1984 bis 2010 entwickelte und betreute er das kommunale Datenbank-Informationssystem des Stadtwegweiser Sozial-Atlas der Stadt Nürnberg. Nebenbei wirkte er als Philosoph in Weiterführung seines Promotionsthemas von 1985 bis 1996 maßgeblich mit in der Ernst-Bloch-Assoziation.
Seine „Initiative für Praxisphilosophie und konkrete Wissenschaft“ begann 2001. Die zugehörige Webseite versteht sich als Portal für die europäische Denklinie einer Philosophie der Praxis und stellt umfangreiches gesellschaftskritisches Studienmaterial zur Verfügung. Über seine publizistische Tätigkeit hinaus veranstaltet Müller ein örtliches Forum politische Philosophie.

## Schriften

### Monographien
- Praxis und Intersubjektivität. Geistesgeschichtliche Untersuchungen in konstitutionstheoretischer Perspektive. Nürnberg-Erlangen: Universitätsdissertation, 1982.
- Praxis und Hoffnung. Studien zur Philosophie und Wissenschaft gesellschaftlicher Praxis von Marx bis Bloch und Lefebvre. Bochum: Germinal, 1986
- Vom Marxismus zur Konkreten Praxisphilosophie. Berlin: Helle Panke, 2008
- Das Konzept PRAXIS im 21. Jahrhundert. Karl Marx und die Praxisdenker, das Praxiskonzept in der Übergangsperiode und die latent existierende Systemalternative. 2. vollständig überarbeitete und ergänzte Auflage. Norderstedt 2021. ISBN 978-3-7534-9705-1. Als OpenAccess-Publikation über KOBRA, Dokumentenserver der Universität Kassel

### Herausgeber
- Das PRAXIS-Konzept im Zentrum gesellschaftskritischer Wissenschaft. Beiträge und Quellen einer Tagung. BoD-Verlag, Norderstedt 2005, ISBN 3-8334-3737-5
- Die Übergangsgesellschaft des 21. Jahrhunderts. Kritik, Analytik, Alternativen. Beiträge und Quellen einer Tagung. BoD-Verlag, Norderstedt 2007, ISBN 978-3-8334-9769-8
- Von der Systemkritik zur gesellschaftlichen Transformation. Beiträge zur PRAXIS-Tagung 2010. BoD-Verlag, Norderstedt 2010, ISBN 978-3-8391-8822-4

### Artikel
- Marx, Mead und das Konzept widersprüchlicher Praxis. In: Zeitschrift für Soziologie (ZfS), Jahrgang 12, Heft 2, April 1983. S. 119–138.
- Kritische Theorie und revolutionärer Humanismus. In: Universitas, Zeitschrift für Wissenschaft, Kunst und Literatur, Nr. 477, Februar 1986, S. 153–163
- Die Staatsquote und Transformationstendenzen in Wirtschaft und Gesellschaft. In: UTOPIE kreativ Nr. 132, Oktober 2001, S. 909–924.
- Karl Marx, der Marxismus und die Philosophie der Praxis. Zur Re-Konzeptualisierung der politischen Philosophie. In: Aufklärung und Kritik, Sonderheft 10/2005, S. 179–193
- Der Bogen Feuerbach, Marx, Bloch, Bourdieu. Realismus und Modernität des Praxisdenkens. In: Weigand Karlheinz (Hrsg.): Bloch-Almanach. Periodikum des Ernst-Bloch-Archivs der Stadt Ludwigshafen am Rhein. Jahrgang 24/2005, Talheimer Verlag, Mössingen-Talheim 2005, S. 9–28
- Sozialwirtschaft als Systemalternative. In: Horst Müller (Hrsg.), Das PRAXIS-Konzept im Zentrum gesellschaftskritischer Wissenschaft. Norderstedt 2005, S. 254–289
- Die Schranken der Kapitalwirtschaft und die Frage nach der konkreten Alternative. In: Zeitschrift Sozialismus, Heft 2/2007, S. 49–56
- Transformationsprozesse der sozial-ökonomischen Praxis und Grundriss einer Systemalternative. In: Zeitschrift Widerspruch, Heft 47, München 2008, S. 89–104
- Karl Marx und Immanuel Wallerstein. Utopistische Analysen zu den Krisen und Alternativen des 21. Jahrhunderts. In: Immanuel Wallerstein / Horst Müller, Systemkrise: Und was jetzt? Utopistische Analysen. Supplement der Zeitschrift Sozialismus 4/2010. ISBN 978-3-89965-956-6
- Zur kritischen und utopistischen Wissenschaftskonzeption des Praxisdenkens. In: Horst Müller (Hrsg.), Von der Systemkritik zur gesellschaftlichen Transformation. Norderstedt 2010, S. 79–126.
- Zur wert- und reproduktionstheoretischen Grundlegung und Transformation zu einer Ökonomie des Gemeinwesens. In: Horst Müller (Hrsg.), Von der Systemkritik zur gesellschaftlichen Transformation. Norderstedt 2010, S. 157–228.
- Zur Fortentwicklung des Marxismus als dialektische Praxiswissenschaft im 21. Jahrhundert. In: Novkovic, Dominik / Akel, Alexander (Hrsg.): Karl Marx – Philosophie, Pädagogik, Gesellschaftstheorie und Politik. Aktualität und Perspektiven der Marxschen Praxisphilosophie. Kasseler Philosophische Schriften – Neue Folge 8. kassel university press GmbH, Kassel 2018, S. 251–281. ISBN 978-3-7376-5069-4[1]
- Horst Müller: Wolfdietrich Schmied-Kowarzik. Solidarische Praxis in Allianz mit der Natur. Marx’ dialektische Praxisphilosophie für das 21. Jahrhundert. Westfälisches Dampfboot, Münster 2022. 205 S. In: International Review of Social History. 2023, Band 68, Nummer 2, S. 325–328 doi:10.1017/S0020859023000263.